# Dysphania supergressa
Dysphania supergressa är en fjärilsart som beskrevs av W. Warren 1895. Dysphania supergressa ingår i släktet Dysphania och familjen mätare. Inga underarter finns listade i Catalogue of Life.